# Convento di Sant'Antonio di Padova (Favara)
Il convento di Sant'Antonio di Padova è un convento francescano dell'ordine dei frati minori, situato a Favara in provincia di Agrigento sopra la collina San Francesco.

## Storia
I frati minori arrivarono a Favara già nel 1530 e ivi si stabilirono il 20 ottobre 1575, nella chiesa della confraternita di Sant'Antonio abate che era ubicata dove oggi si trova l'attuale chiesa dedicata a Sant'Antonio di Padova. Nel 1583 la chiesa risultava essere già dedicata a San Francesco d'Assisi e nel 1609 i francescani erano ancora presenti sul territorio favarese. Durante un certo periodo, i frati abbandonarono la zona poiché a loro dire maleodorante. In seguito un piccolo numero di loro fece ritorno ma, nel 1649, i francescani lasciarono di nuovo il convento. Alla fine ne rimasero circa cinquecento e l'edificio prese il titolo benefico di San Francesco e venne considerato una piccola parrocchia. Nel 1731 il convento risultava essere già soppresso.
Nel corso del 1802, gli abitanti della borgata abbandonarono il luogo, lasciando il convento con annessa la chiesa a degli eremiti. Ma nel 1837, durante lo scoppio dell'epidemia del colera, l'edificio fu adibito e poi convertito in cimitero e, l'unico eremita rimasto decise anch'egli di andarsene poiché forte era la puzza dei numerosi cadaveri in decomposizione. Nonostante il passare degli anni, la chiesa seppur abbandonata, si conservava in ottime condizioni. Infatti, nel 1855, benché priva di copertura e pavimento manteneva ancora intatte le mura perimetrali. Il luogo era destinato ad essere distrutto quando, nel 1866, don Ignazio Fleres, originario di Villafranca Sicula, lo ottenne dal barone Antonio Mendola per costruirci l'attuale chiesa e il convento. I lavori iniziarono l'8 maggio di quell'anno, diretti dall'ingegnere Achille Viola da Castronovo e, si conclusero sei anni dopo, il 24 dicembre 1892. La solenne consacrazione avvenne per mano dello stesso padre Fleres il 25 dicembre dello stesso anno. Nel 1896 il convento venne scelto per lo svolgimento del noviziato nella provincia di Vallo di Mazaracon il titolo dell'Immacolata Concezione.
Nel 1904 fu edificato il secondo piano, destinato ai novizi ed ai ministranti, per volere di don Innocenzo Bumbalo. Nel 1921 il convento passò sotto il dominio della Terra santa e venne dichiarato collegio internazionale. Nel 1925 venne inaugurato l'impianto elettrico e di illuminazione del complesso conventuale. I lavori vennero eseguiti da alcuni giovani devoti e benefattori del convento. Nel 1935 vennero realizzati i prospetti esterni del complesso architettonico del convento a cura di alcuni artisti palermitani. Nel 1943 venne data ospitalità nel convento ad alcuni militari ed in seguito a questi si unirono altri 75 militari di truppa.
Tra il 1998 e 1999 il convento è stato sottoposto a lavori di ristrutturazione.

## Chiesa di Sant'Antonio di Padova
La chiesa di Sant'Antonio di Padova è un edificio religioso di Favara facente parte del complesso del convento dei frati minori.

## Descrizione

### Interno
La chiesa all'interno si presenta ad un'unica navata che si conclude con un semplice presbiterio in marmo e nonostante ciò è costituita da cinque altari, in quello maggiore vi si trova la statua dell'Immacolata Concezione, inaugurata nel 1899. Le pareti sono imbiancate a calce, prive di decorazioni, mentre gli stipiti, gli archi, le paraste ed i capitelli sono lavorati in pietra calcarea. Il pavimento è costituito da mattoni in terracotta.

## Eventi successivi alla costruzione
Dopo essere stata edificata insieme al convento, la chiesa ha subito diversi interventi nel corso del tempo.
- Nel 1908 venne costruito il grande coro in legno color noce.
- Nel 1910 vennero costruite le muro di cinta della seconda porzione di terra in corrispondenza della parte occidentale della chiesa. Questo terreno è stato trasformato in giardino ed al suo interno è stato realizzato un recipiente idrico.
- Nel 1921 la statua di San Francesco venne portata in processione dal convento fino alla chiesa madre in presenza di Gaspare Ambrosini.
- Nel 1930, più precisamente nei mesi di ottobre, novembre e dicembre, l'edificio venne ristrutturato con alcuni interventi e cambiato totalmente nel suo aspetto esterno.
- Nel 1933 venne inaugurato il nuovo tabernacolo d'oro.
- Nel 1937 vennero scoperte due campane rotte e furono subito spedite per essere fuse.
- Nel 1941 anche la campana centrale subisce una lesione e durante il dopoguerra fu staccata dal ceppo e spedita per la fusione.
- Nel 1949 si staccò una porzione di cornice nell'angolo a nord-est del campanile e cadde sul tetto della chiesa, il quale riportò danni superficiali.
- Nei primi anni ottanta la copertura della chiesa inizia a manifestare evidenti crepe e segni di cedimento.
- Nel 1997 una tempesta di vento danneggiò gravemente la copertura, parte della capriata e della volta.
- Tra il 2002 e il 2003 l'edificio ha subito un totale intervento restaurativo.

## Radio Favara 101
Nel luglio 1976 padre Pacifico grazie alla liberalizzazione da parte della Costituzione dell'uso della radio, fondò l'emittente locale di Radio Favara 101 accanto alla chiesa. La prima emissione si ebbe il 16 luglio di quell'anno e fu caratterizzata da una bassa potenza del segnale e da scarsi mezzi di trasmissione. A dicembre dello stesso anno iniziò ad essere potenziata.

## Teatro San Francesco
Con l'abbattimento di un vecchio salone nella zona est di una zona adiacente alla chiesa, nel 1988 si costruì quello che poi oggi è il teatro San Francesco. Venne utilizzato per la prima volta il 21 aprile 1989 ma la sua inaugurazione avvenne quattro giorni dopo, ossia il 25 aprile.

## Fonti
- Convento e chiesa di Sant'Antonio di Padova - storia, su favara.biz. URL consultato il 3 aprile 2013 (archiviato dall'url originale il 26 novembre 2013).